# Jepifań
Jepifań – osiedle typu miejskiego w Rosji, w obwodzie tulskim. W 2010 roku liczyło 2237 mieszkańców.